# 汶川大地震灾后重建
汶川大地震灾后重建是2008年汶川大地震后在中华人民共和国四川省、甘肃省、陕西省等省份受灾地市展开的大规模震损设施恢复重建和灾区社会秩序、经济产业恢复工作。汶川大地震灾后重建于震后启动，至2011年12月31日随国务院撤销汶川地震灾后恢复重建工作协调小组而宣告结束。整个重建工作历时三年，总计耗资约10205亿元人民币（截至2011年5月），中国19个省份、解放军、非政府组织和众多国际组织皆参与了重建工作。
在三年的灾后重建进程中，国务院共确定建设项目40620个，范围涵盖住房、电力、通信、交通、医疗、教育、工商业、生态环境等各个方面，解决了超千万民众住房安置问题、重建校舍惠及超三百万学生、还有超过五千个企业在产业重建中投产。极重灾区中的北川县城整体异地重建，汶川、青川、绵竹、平武、都江堰等极重灾区则选择原址或部分原址重建。重建完成后，受灾地区大都较震前实现了基础设施和产业结构的升级优化，经济增长速度较震前大大加快。
然而在重建过程中，依旧出现了诸多问题。在地震重建中，巨额资金的去向不透明饱受国际媒体诟病；五年后的芦山地震，再次受损的重建校舍也让重建房屋的质量受到民众质疑。此外，中国红十字会内郭美美、文家碧两起贪污腐败案件也导致民众对红十字会和官方组织的募捐活动信任度降至冰点。